# The Prime Classics HINS CHEUNG LIVE 張敬軒演唱會
《The Prime Classics HINS CHEUNG LIVE 張敬軒演唱會》是香港男歌手張敬軒首個於英國及歐洲舉辦的演唱會，亦是張敬軒首次於英國倫敦皇家阿爾伯特音樂廳、澳門倫敦人綜藝館及尼亞加拉大瀑布OLG Stage舉行的大型演唱會，更是繼羅文、陳奕迅及容祖兒後第四位香港歌手於皇家阿爾伯特音樂廳舉辦演唱會。演唱會倫敦站由英皇娛樂、理想國演藝（英國）及28 Group主辦，並由國泰航空全力支持；澳門站由英皇娛樂及澳門金沙主辦；美加站則由Mango Productions及巨人娛樂集團主辦。

## 宣傳
2022年12月23日，張敬軒於《Revisit張敬軒演唱會》第三場完結時率先透露了將於3月中假倫敦舉行演唱會。

2022年12月25日，演唱會監製馮貽柏（Alex Fung）於個人Instagram帳戶貼出一張與張敬軒人形紙板的合照，透露是次演唱會將於皇家阿爾伯特音樂廳舉行，並會以古典音樂為主題。

2023年1月11日，英皇娛樂演唱會部於Instagram帳戶「The Show Must Go On」帖出演唱會倫敦站宣傳海報，宣佈舉行《The Prime Classics: Hins Live in London 張敬軒倫敦演唱會》。

2023年1月18日，因應門票迅速售罄，張敬軒於個人Instagram帳戶宣佈倫敦站最後加開3月18日一場。

2023年11月5日，張敬軒於個人Instagram帳戶帖出演唱會澳門站宣傳海報，宣佈舉行《The Prime Classics HINS LIVE IN MACAO 張敬軒澳門演唱會》。

2023年11月14日，張敬軒於歌迷會期間限定義賣店「NOT THE FIRST:」上宣佈澳門站將再加開6場。

2024年3月19日，張敬軒於傳媒訪問中透露2024年4月六個巡迴地點，包括多倫多、三藩市、洛杉磯、東京、吉隆坡及曼谷。 

2024年5月15日，Joy Entertainment USA宣佈舉行《The Prime Classics HINS CHEUNG US-CANADA TOUR 張敬軒美國•加拿大巡迴演唱會2024》，暫定3站：拉斯維加斯、三藩市、尼亞加拉瀑布城。 

## 售票
| 日期   | 日期     | 開售時間                        | 開售類型                                     |
| ------ | -------- | ------------------------------- | -------------------------------------------- |
| 2023年 | 1月16日  | 上午9時正                       | 倫敦站HCFC會員訂購                           |
| 2023年 | 1月16日  | 上午10時正                      | 倫敦站O2及Virgin Media會員預售               |
| 2023年 | 1月17日  | 上午10時正                      | 倫敦站Live Nation及Royal Albert Hall會員預售 |
| 2023年 | 1月18日  | 上午10時正                      | 倫敦站Ticketmaster公開發售                   |
| 2023年 | 1月19日  | 中午12時正                      | 倫敦站加場Royal Albert Hall會員預售          |
| 2023年 | 1月20日  | 上午10時正 （格林威治標準時間） | 倫敦站加場Ticketmaster公開發售               |
| 2023年 | 1月25日  | 上午10時正                      | 倫敦站國泰「亞洲萬里通」金卡、鑽石卡會員換購 |
| 2023年 | 1月27日  | 上午10時正                      | 倫敦站國泰「亞洲萬里通」所有會員換購         |
| 2023年 | 11月9日  | 上午11時正                      | 澳門站HCFC會員內部訂購                       |
| 2023年 | 11月14日 | 上午10時正                      | 澳門站恒生信用卡於快達票優先訂票             |
| 2023年 | 11月17日 | 中午12時正                      | 澳門站金光票務公開發售                       |
| 2023年 | 11月20日 | 中午12時正                      | 澳門站加場HCFC會員內部訂購                   |
| 2023年 | 11月21日 | 中午12時正                      | 澳門站加場金光票務公開發售                   |
| 2023年 | 11月22日 | 下午1時正                       | 澳門站HERTZ NFT持有者內部訂購                |
| 2024年 | 1月2日   | 中午12時正 （香港及澳門時間）   | 澳門站最終尾場HCFC會員內部訂購               |
| 2024年 | 1月3日   | 中午12時正 （香港及澳門時間）   | 澳門站最終尾場金光票務公開發售               |

資料來自：Ticketmaster UK、國泰、張敬軒歌迷會HCFC、英皇娛樂、快達票、金光票務 

1. 1 2  「亞洲萬里通」換購設有後台見面組合；只限第二場

## 場次
| 場次 | 日期   | 日期     | 國家   | 城市           | 場地                                     | 開場時間                         | 中場休息時間                                | 備注                                    |
| ---- | ------ | -------- | ------ | -------------- | ---------------------------------------- | -------------------------------- | ------------------------------------------- | --------------------------------------- |
| 1    | 2023年 | 3月16日  | 英国   | 倫敦           | 皇家阿爾伯特音樂廳                       | 晚上7時40分 （格林威治標準時間） | 晚上8時59分 至 9時25分                      | 倫敦站首場                              |
| 2    | 2023年 | 3月17日  | 英国   | 倫敦           | 皇家阿爾伯特音樂廳                       | 晚上7時40分 （格林威治標準時間） | 晚上9時11分 至 9時36分                      | 倫敦站                                  |
| 3    | 2023年 | 3月18日  | 英国   | 倫敦           | 皇家阿爾伯特音樂廳                       | 晚上7時40分 （格林威治標準時間） | 晚上9時10分 至 9時36分 （格林威治標準時間） | 倫敦站 加場、尾場                       |
| 4    | 2023年 | 12月15日 | 中国   | 澳門           | 倫敦人綜藝館                             | 晚上8時正                        | 不適用                                      | 澳門站首場                              |
| 5    | 2023年 | 12月16日 | 中国   | 澳門           | 倫敦人綜藝館                             | 晚上8時正                        | 不適用                                      | 澳門站                                  |
| 6    | 2023年 | 12月17日 | 中国   | 澳門           | 倫敦人綜藝館                             | 晚上7時正                        | 不適用                                      | 澳門站                                  |
| 7    | 2023年 | 12月22日 | 中国   | 澳門           | 倫敦人綜藝館                             | 晚上8時正                        | 不適用                                      | 澳門站                                  |
| 8    | 2023年 | 12月23日 | 中国   | 澳門           | 倫敦人綜藝館                             | 晚上8時正                        | 不適用                                      | 澳門站                                  |
| 9    | 2023年 | 12月24日 | 中国   | 澳門           | 倫敦人綜藝館                             | 晚上9時30分                      | 不適用                                      | 澳門站 聖誕倒數場                       |
| 10   | 2023年 | 12月25日 | 中国   | 澳門           | 倫敦人綜藝館                             | 晚上8時正                        | 不適用                                      | 澳門站                                  |
| 11   | 2023年 | 12月29日 | 中国   | 澳門           | 倫敦人綜藝館                             | 晚上8時正                        | 不適用                                      | 澳門站加場                              |
| 12   | 2023年 | 12月30日 | 中国   | 澳門           | 倫敦人綜藝館                             | 晚上8時正                        | 不適用                                      | 澳門站加場                              |
| 13   | 2023年 | 12月31日 | 中国   | 澳門           | 倫敦人綜藝館                             | 晚上9時30分                      | 不適用                                      | 澳門站加場 除夕倒數場                   |
| 14   | 2024年 | 1月5日   | 中国   | 澳門           | 倫敦人綜藝館                             | 晚上8時正                        | 不適用                                      | 澳門站加場                              |
| 15   | 2024年 | 1月6日   | 中国   | 澳門           | 倫敦人綜藝館                             | 晚上8時正                        | 不適用                                      | 澳門站加場                              |
| 16   | 2024年 | 1月7日   | 中国   | 澳門           | 倫敦人綜藝館                             | 晚上7時正                        | 不適用                                      | 澳門站 加場、尾場                       |
| 17   | 2024年 | 1月13日  | 中国   | 澳門           | 倫敦人綜藝館                             | 晚上8時正                        | 不適用                                      | 澳門站 加場、最終尾場                   |
| -    | 2024年 | 1月14日  | 中国   | 澳門           | 倫敦人綜藝館                             | 下午2時30分                      | 不適用                                      | HCFC歌迷會生日派對 主持：胡蓓蔚、黃正宜 |
| -    | 2024年 | 1月14日  | 中国   | 澳門           | 倫敦人綜藝館                             | 晚上7時正 （香港及澳門時間）     | 不適用                                      | HCFC歌迷會生日派對 主持：胡蓓蔚、黃正宜 |
| 18   | 2024年 | 7月20日  | 美国   | 拉斯維加斯     | The Colosseum Theater at Caesar's Palace | 晚上8時正                        | 不適用                                      | 美國站首場                              |
| 19   | 2024年 | 7月27日  | 美国   | 三藩市         | The Venue at Thunder Valley              | 晚上7時30分 （太平洋夏令時間）   | 不適用                                      | 美國站尾場                              |
| 20   | 2024年 | 8月1日   | 加拿大 | 溫哥華         | Doug Mitchell Thunderbird Sports Centre  | 晚上8時正 （太平洋夏令時間）     | 不適用                                      | 加拿大站                                |
| 21   | 2024年 | 8月3日   | 加拿大 | 尼亞加拉瀑布城 | OLG Stage at Fallsview Casino            | 晚上8時正 （北美東部夏令時間）   | 不適用                                      | 加拿大站                                |

## 曲目
Part 1
1. 迷失表參道
2. 騷靈情歌
3. 披星戴月
4. 追風箏的孩子
5. 百年樹木
6. 完全因你（原唱：彭羚）
7. 夜機（原唱：陳慧嫻）
8. 俏郎君
9. 期待
10. 過雲雨
11. 酷愛
12. 春秋

Part 2
1. Sweet Escape
2. Stop The Time
3. 斷點
4. Hurt So Bad
5. 只是太愛你
6. 餘震
7. 笑忘書
8. My Way

Encore 1
1. 青春常駐
2. 靈魂相認
3. 櫻花樹下

Encore 2
1. 老了十歲

Part 1
1. 迷失表參道
2. 騷靈情歌
3. 披星戴月
4. 追風箏的孩子
5. 百年樹木
6. 完全因你（原唱：彭羚）
7. 夜機（原唱：陳慧嫻）
8. 親密愛人（原唱：梅艷芳）
9. 俏郎君
10. 期待
11. 過雲雨
12. 靈魂相認
13. 酷愛
14. 春秋

Part 2
1. Sweet Escape
2. Stop The Time
3. 斷點
4. 只是太愛你
5. 餘震
6. 笑忘書
7. My Way

Encore 1
1. 青春常駐
2. 遙吻（清唱）
3. 櫻花樹下

Encore 2
1. 老了十歲
2. Hurt So Bad

Part 1
1. 迷失表參道
2. 騷靈情歌
3. 追風箏的孩子
4. 百年樹木
5. 完全因你（原唱：彭羚）
6. 夜機（原唱：陳慧嫻）
7. 囍帖街（原唱：謝安琪）
8. 黃色大門（原唱：容祖兒）
9. 隱形遊樂場（新歌首唱）
10. 期待
11. 過雲雨
12. 酷愛
13. 春秋

Part 2
1. Sweet Escape
2. Stop The Time
3. 斷點
4. 只是太愛你
5. 俏郎君
6. 笑忘書
7. My Way

Encore
1. 青春常駐
2. 雪花抄
3. 無能為力（半首）
4. 櫻花樹下

Part 1

1. 迷失表參道（Funk Pop mix）
2. 酷愛（全新編曲）
3. 披星戴月
4. 百年樹木
5. 追風箏的孩子
6. 下次愛你
7. 國語朗讀張愛玲《異鄉記》

Part 2
1. 完全因你（原唱：彭羚）
2. 囍帖街（原唱：謝安琪）
3. 漩渦（原唱：黃耀明、彭羚）
4. 過雲雨（嚴勵行鋼琴伴奏）
5. 春秋

Part 3
1. 壯舉
2. 斷點（全場大合唱）
3. Hurt So Bad
4. 只是太愛你
5. 餘震
6. 笑忘書
7. My Way

Encore
1. 期待 (Boys & Girls mix)
2. 青春常駐
3. 櫻花樹下

Part 1

1. 迷失表參道（Funk Pop mix）
2. 酷愛（全新編曲）
3. 披星戴月
4. 百年樹木
5. 追風箏的孩子
6. 下次愛你
7. 國語朗讀張愛玲《異鄉記》

Part 2
1. 完全因你（原唱：彭羚）
2. 囍帖街（原唱：謝安琪）
3. 漩渦（原唱：黃耀明、彭羚）
4. 過雲雨（嚴勵行鋼琴伴奏）
5. 春秋

Part 3
1. 壯舉
2. 斷點（全場大合唱）
3. Hurt So Bad
4. 只是太愛你
5. 餘震
6. 笑忘書
7. My Way

Encore
1. 期待 (Boys & Girls mix)
2. 隱形遊樂場 (London's Blueprint)
3. 青春常駐
4. 櫻花樹下

Part 1

1. 迷失表參道（Funk Pop mix）
2. 酷愛（全新編曲）
3. 披星戴月
4. 百年樹木
5. 追風箏的孩子
6. 下次愛你
7. 國語朗讀張愛玲《異鄉記》

Part 2
1. 完全因你（原唱：彭羚）
2. 囍帖街（原唱：謝安琪）
3. 漩渦（原唱：黃耀明、彭羚）
4. 過雲雨（嚴勵行鋼琴伴奏）
5. 春秋

Part 3
1. 壯舉
2. 斷點（全場大合唱）
3. Hurt So Bad（全場大合唱）
4. 只是太愛你（全場大合唱）
5. 餘震
6. 笑忘書
7. My Way

Encore
1. 期待 (Boys & Girls mix)
2. 隱形遊樂場 (London's Blueprint)
3. 青春常駐
4. 櫻花樹下

Part 1

1. 迷失表參道（Funk Pop mix）
2. 酷愛（全新編曲）
3. 披星戴月
4. 百年樹木
5. 追風箏的孩子
6. 下次愛你
7. 國語朗讀張愛玲《異鄉記》

Part 2
1. 完全因你（原唱：彭羚）
2. 囍帖街（原唱：謝安琪）
3. 漩渦（原唱：黃耀明、彭羚）
4. 過雲雨（嚴勵行鋼琴伴奏）
5. 春秋

Part 3
1. 壯舉
2. 笑忘書
3. My Way

Encore
1. 期待 (Boys & Girls mix)
2. 原創聖誕歌
3. 斷點（全場大合唱）
4. Hurt So Bad（全場大合唱）
5. 只是太愛你（全場大合唱）
6. 餘震
7. 隱形遊樂場 (London's Blueprint)
8. 青春常駐
9. 櫻花樹下

場外
1. 遇見神（大聲公）

Part 1

1. 迷失表參道（Funk Pop mix）
2. 酷愛（全新編曲）
3. 披星戴月
4. 百年樹木
5. 追風箏的孩子
6. 下次愛你
7. 國語朗讀張愛玲《異鄉記》

Part 2
1. 完全因你（原唱：彭羚）
2. 囍帖街（原唱：謝安琪）
3. 漩渦（原唱：黃耀明、彭羚）
4. 過雲雨（嚴勵行鋼琴伴奏）
5. Hurt So Bad
6. 春秋

Part 3
1. 壯舉
2. 斷點（全場大合唱）
3. 只是太愛你（全場大合唱）
4. 笑忘書
5. My Way

Encore
1. 期待 (Boys & Girls mix)
2. 餘震
3. 隱形遊樂場 (London's Blueprint)
4. 故園花茶
5. 青春常駐
6. 櫻花樹下

場外
1. 騷靈情歌（大聲公）

Part 1

1. 迷失表參道（Funk Pop mix）
2. 酷愛（全新編曲）
3. 披星戴月
4. 百年樹木
5. 追風箏的孩子
6. 下次愛你
7. 國語朗讀張愛玲《異鄉記》

Part 2
1. 完全因你（原唱：彭羚）
2. 囍帖街（原唱：謝安琪）
3. 漩渦（原唱：黃耀明、彭羚）
4. 過雲雨（嚴勵行鋼琴伴奏）
5. 春秋

Part 3
1. 壯舉
2. 斷點（全場大合唱）
3. Hurt So Bad（全場大合唱）
4. 只是太愛你（全場大合唱）
5. 餘震
6. 笑忘書
7. My Way

Encore
1. 期待 (Boys & Girls mix)
2. 隱形遊樂場 (London's Blueprint)
3. 青春常駐
4. 櫻花樹下

Part 1

1. 迷失表參道（Funk Pop mix）
2. 酷愛（全新編曲）
3. 披星戴月
4. 百年樹木
5. 追風箏的孩子
6. 下次愛你
7. 國語朗讀張愛玲《異鄉記》

Part 2
1. 完全因你（原唱：彭羚）
2. 囍帖街（原唱：謝安琪）
3. 漩渦（原唱：黃耀明、彭羚）
4. 騷靈情歌
5. Hurt So Bad
6. 過雲雨（嚴勵行鋼琴伴奏）
7. 春秋

Part 3
1. 壯舉
2. 斷點（全場大合唱）
3. 只是太愛你（全場大合唱）
4. 笑忘書
5. My Way

Encore
1. 隱形遊樂場 (London's Blueprint)
2. 期待 (Boys & Girls mix)
3. 羅賓
4. 青春告別式（新歌首唱）
5. 青春常駐
6. 櫻花樹下

Part 1

1. 迷失表參道（Funk Pop mix）
2. 酷愛（全新編曲）
3. 披星戴月
4. 百年樹木
5. 追風箏的孩子
6. 下次愛你
7. 國語朗讀張愛玲《異鄉記》

Part 2
1. 完全因你（原唱：彭羚）
2. 囍帖街（原唱：謝安琪）
3. 漩渦（原唱：黃耀明、彭羚）#
4. 過雲雨（嚴勵行鋼琴伴奏）
5. Hurt So Bad
6. 春秋

Part 3
1. 壯舉
2. 斷點（全場大合唱）
3. 只是太愛你（全場大合唱）
4. 笑忘書

Encore
1. 隱形遊樂場 (London's Blueprint)（倫敦人180）
2. 青春告別式
3. 青春常駐
4. 櫻花樹下

Part 1

1. 迷失表參道（Funk Pop mix）
2. 酷愛（全新編曲）
3. 披星戴月
4. 百年樹木
5. 追風箏的孩子
6. 下次愛你
7. 國語朗讀張愛玲《異鄉記》

Part 2
1. 完全因你（原唱：彭羚）
2. 囍帖街（原唱：謝安琪）
3. 漩渦（原唱：黃耀明、彭羚）
4. 過雲雨（嚴勵行鋼琴伴奏）
5. Hurt So Bad
6. 春秋

Part 3
1. 壯舉
2. 斷點（全場大合唱）
3. 只是太愛你（全場大合唱）
4. 笑忘書
5. My Way

Encore
1. 隱形遊樂場 (London's Blueprint)
2. 老了十歲
3. 青春告別式
4. 青春常駐
5. 俏郎君
6. 遙吻
7. 櫻花樹下

Part 1

1. 迷失表參道（Funk Pop mix）
2. 酷愛（全新編曲）
3. 披星戴月
4. 百年樹木
5. 追風箏的孩子
6. 下次愛你
7. 國語朗讀張愛玲《異鄉記》

Part 2
1. 完全因你（原唱：彭羚）
2. 囍帖街（原唱：謝安琪）
3. 漩渦（原唱：黃耀明、彭羚）
4. 騷靈情歌（嚴勵行鋼琴伴奏）
5. 過雲雨（嚴勵行鋼琴伴奏）
6. Hurt So Bad
7. 春秋

Part 3
1. 壯舉
2. 斷點（全場大合唱）
3. 只是太愛你（全場大合唱）
4. 笑忘書
5. My Way

Encore
1. 遙吻（倫敦人180）
2. 俏郎君
3. 隱形遊樂場 (London's Blueprint)
4. 老了十歲
5. 青春告別式
6. 青春常駐
7. 櫻花樹下

1. 以你命名的恆星 (HCFC全新主題曲) （首播）
2. Talk 1 - 主持
3. 大霹靂
4. 粉絲祝賀影片（ft.《青春告別式》）
5. 隔夜茶
6. 遊戲環節(1)
7. 假以時日
8. Talk 2 - 張敬軒
9. 夜機
10. Talk 3 - 主持
11. 遊戲環節(2) - 爭櫈仔
12. 藝人祝賀影片（魏浚笙、陳卓賢、Tyson Yoshi、林家謙）
13. H.Crew祝賀影片
14. 生日歌（全場大合唱）
15. 全場大合照
16. 抽獎環節
17. Talk 4
18. 飄洋過海來看你
19. Talk 5 - 張敬軒
20. 懷舊情人 (HCFC主題曲)

Part 1

1. 迷失表參道（Funk Pop mix）
2. 酷愛（全新編曲）
3. 百年樹木
4. 遙吻

Part 2
1. 漩渦（原唱：黃耀明、彭羚）
2. 囍帖街（原唱：謝安琪）
3. 值得（原唱：鄭秀文）
4. Hurt So Bad
5. 春秋

Part 3
1. 壯舉
2. 俏郎君
3. 餘震
4. 笑忘書
5. 期待（握手）
6. My Way（握手）

Encore
1. 斷點
2. 只是太愛你（全場大合唱）
3. 青春告別式
4. 隱形遊樂場 (London's Blueprint)
5. 櫻花樹下

Part 1

1. 迷失表參道（Funk Pop mix）
2. 酷愛（全新編曲）
3. 百年樹木
4. 遙吻

Part 2
1. 漩渦（原唱：黃耀明、彭羚）
2. 囍帖街（原唱：謝安琪）
3. 值得（原唱：鄭秀文）
4. Hurt So Bad
5. 春秋

Part 3
1. 壯舉
2. 俏郎君
3. 餘震
4. 笑忘書
5. 期待（握手）
6. My Way（握手）

Encore
1. 斷點
2. 只是太愛你（全場大合唱）
3. 青春告別式
4. 隱形遊樂場 (London's Blueprint)
5. 騷靈情歌
6. 櫻花樹下

Part 1

1. 迷失表參道（Funk Pop mix）
2. 酷愛（全新編曲）
3. 百年樹木
4. 遙吻

Part 2
1. 漩渦（原唱：黃耀明、彭羚）
2. 囍帖街（原唱：謝安琪）
3. 細水長流（原唱：蔡齡齡）
4. Hurt So Bad
5. 春秋

Part 3
1. 壯舉
2. 俏郎君
3. 餘震
4. 笑忘書
5. 期待
6. My Way

Encore
1. 斷點
2. 只是太愛你（全場大合唱）
3. 青春告別式
4. 隱形遊樂場 (London's Blueprint)
5. 騷靈情歌
6. 老了十歲
7. 櫻花樹下

Part 1

1. 迷失表參道（Funk Pop mix）
2. 酷愛（全新編曲）
3. 百年樹木
4. 遙吻

Part 2
1. 漩渦（原唱：黃耀明、彭羚）
2. 囍帖街（原唱：謝安琪）
3. 夜機（原唱：陳慧嫻）
4. Hurt So Bad
5. 春秋

Part 3
1. 壯舉
2. 俏郎君
3. 餘震（全場大合唱）
4. 笑忘書
5. 期待
6. My Way

Encore
1. 斷點（全場大合唱）
2. 只是太愛你（全場大合唱）
3. 青春告別式
4. 隱形遊樂場 (London's Blueprint)
5. 騷靈情歌
6. 櫻花樹下

2nd Encore
1. 細水長流（原唱：蔡齡齡）

## 倫敦現場同步錄音原聲唱片限量套裝

### 紅／藍彩膠、卡式磁帶套裝曲目
| Side A   | Side A       | Side A   | Side A   | Side A     | Side A     |
| 曲序     | 曲目         |          | 作曲     | 编曲       | 备注       |
| -------- | ------------ | -------- | -------- | ---------- | ---------- |
| 1.       | 迷失表參道   | 林夕     | 常石磊   | Matt Jones |            |
| 2.       | 騷靈情歌     | 周耀輝   | 林健華   | 嚴勵行     |            |
| 3.       | 披星戴月     | 林夕     | 澤日生   | 嚴勵行     |            |
| 4.       | 追風箏的孩子 | 林若寧   | 季忠平   | 嚴勵行     | OT：啄木鳥 |
| 5.       | 百年樹木     | 林若寧   | 伍卓賢   | 嚴勵行     |            |
| 总时长： | 总时长：     | 总时长： | 总时长： | 总时长：   | 22:00      |

| Side B   | Side B                           | Side B   | Side B   | Side B   | Side B       |
| 曲序     | 曲目                             |          | 作曲     | 编曲     | 备注         |
| -------- | -------------------------------- | -------- | -------- | -------- | ------------ |
| 1.       | 囍帖街                           | 黃偉文   | 郭偉亮   | 嚴勵行   | 原唱：謝安琪 |
| 2.       | 黃色大門                         | 黃偉文   | 王雙駿   | 嚴勵行   | 原唱：容祖兒 |
| 3.       | 隱形遊樂場（London's Blueprint） | 黃偉文   | 張敬軒   | 嚴勵行   | 現場首唱     |
| 4.       | 酷愛                             | 林夕     | 周炳輝   | 嚴勵行   |              |
| 5.       | 春秋                             | 林夕     | 曾奕文   | 嚴勵行   |              |
| 总时长： | 总时长：                         | 总时长： | 总时长： | 总时长： | 22:00        |

| Side C   | Side C        | Side C   | Side C       | Side C  |
| 曲序     | 曲目          |          | 作曲         | 编曲    |
| -------- | ------------- | -------- | ------------ | ------- |
| 1.       | Sweet Escape  | Delta T  | 張敬軒、唐達 | SAMDELL |
| 2.       | Stop The Time | 陳詠謙   | 張敬軒       | SAMDELL |
| 3.       | 斷點          | 張敬軒   | 張敬軒       | 嚴勵行  |
| 4.       | 只是太愛你    | 張敬軒   | 張敬軒       | 嚴勵行  |
| 5.       | 俏郎君        | 黃偉文   | 徐浩         | 嚴勵行  |
| 总时长： | 总时长：      | 总时长： | 总时长：     | 22:00   |

| Side D   | Side D   | Side D            | Side D         | Side D |
| 曲序     | 曲目     |                   | 作曲           | 编曲   |
| -------- | -------- | ----------------- | -------------- | ------ |
| 1.       | 餘震     | 潘源良            | 伍仲衡         | 嚴勵行 |
| 2.       | 笑忘書   | 林若寧            | 張敬軒         | 嚴勵行 |
| 3.       | My Way   | 張敬軒、Kris Chin | 張敬軒         | 嚴勵行 |
| 4.       | 青春常駐 | 黃偉文            | 張敬軒、嚴勵行 | 嚴勵行 |
| 5.       | 櫻花樹下 | 林若寧            | 伍卓賢         | 嚴勵行 |
| 总时长： | 总时长： | 总时长：          | 总时长：       | 22:00  |

### 光碟套裝曲目
| Disc A   | Disc A                           | Disc A   | Disc A   | Disc A     | Disc A       |
| 曲序     | 曲目                             |          | 作曲     | 编曲       | 备注         |
| -------- | -------------------------------- | -------- | -------- | ---------- | ------------ |
| 1.       | 迷失表參道                       | 林夕     | 常石磊   | Matt Jones |              |
| 2.       | 騷靈情歌                         | 周耀輝   | 林健華   | 嚴勵行     |              |
| 3.       | 披星戴月                         | 林夕     | 澤日生   | 嚴勵行     |              |
| 4.       | 追風箏的孩子                     | 林若寧   | 季忠平   | 嚴勵行     | OT：啄木鳥   |
| 5.       | 百年樹木                         | 林若寧   | 伍卓賢   | 嚴勵行     |              |
| 6.       | 囍帖街                           | 黃偉文   | 郭偉亮   | 嚴勵行     | 原唱：謝安琪 |
| 7.       | 黃色大門                         | 黃偉文   | 王雙駿   | 嚴勵行     | 原唱：容祖兒 |
| 8.       | 隱形遊樂場（London's Blueprint） | 黃偉文   | 張敬軒   | 嚴勵行     | 現場首唱     |
| 9.       | 酷愛                             | 林夕     | 周炳輝   | 嚴勵行     |              |
| 10.      | 春秋                             | 林夕     | 曾奕文   | 嚴勵行     |              |
| 总时长： | 总时长：                         | 总时长： | 总时长： | 总时长：   | 44:00        |

| Disc B   | Disc B        | Disc B            | Disc B         | Disc B  |
| 曲序     | 曲目          |                   | 作曲           | 编曲    |
| -------- | ------------- | ----------------- | -------------- | ------- |
| 1.       | Sweet Escape  | Delta T           | 張敬軒、唐達   | SAMDELL |
| 2.       | Stop The Time | 陳詠謙            | 張敬軒         | SAMDELL |
| 3.       | 斷點          | 張敬軒            | 張敬軒         | 嚴勵行  |
| 4.       | 只是太愛你    | 張敬軒            | 張敬軒         | 嚴勵行  |
| 5.       | 俏郎君        | 黃偉文            | 徐浩           | 嚴勵行  |
| 6.       | 餘震          | 潘源良            | 伍仲衡         | 嚴勵行  |
| 7.       | 笑忘書        | 林若寧            | 張敬軒         | 嚴勵行  |
| 8.       | My Way        | 張敬軒、Kris Chin | 張敬軒         | 嚴勵行  |
| 9.       | 青春常駐      | 黃偉文            | 張敬軒、嚴勵行 | 嚴勵行  |
| 10.      | 櫻花樹下      | 林若寧            | 伍卓賢         | 嚴勵行  |
| 总时长： | 总时长：      | 总时长：          | 总时长：       | 44:00   |

## 幕後團隊

### 倫敦站
- 創作總監：張敬軒
- 演唱會總監：馮貽柏
- 演唱會指導：Kelvin Law
- 助理指導：Little Hey、Laam Mok
- 音樂總監、樂隊領隊：嚴勵行
- 舞蹈總監：Angela Hang

- 鋼琴：嚴勵行 on Steinway & Sons Model D
- 鍵盤：Ricky Wong on Nord Stage 3
- 結他：Victor Chu
- 貝斯：Jackiz Tsang
- 敲擊：Anna Fan
- 和音：Diana Chow、Bernard Chan
- 鼓：張嘉豪（波子）
- 電腦編程：鍾楚翹CHOR

- 風琴: James Orford、George Inscoe
- 小提琴：Gary Ngan、Matthew Chin、Yanice Bonze、Kelvin Ng、Ryan Char、April Ju
- 小提琴(2)：翁瑋盈、Dor Dor Ip、Flora Yeung、Davidson Ho、Zoe So、Abbie Chan
- 中提琴：Lee Yat、Clem Pickering、Adonis Lau、Adriel Kwong
- 大提琴：Jonathan Fong、Julia Ng、Tim Chan、Phoebe Chung

- 音樂編曲：嚴勵行、Samuel Lundell (SAMDELL)（英语：Samuel Lundell）、Matt Jones

- 配唱製作人、人聲處理：Isaac Chan@Melodyne Master
- 音響設計工程師：洪天佑
- 耳機、舞台監聽：宋嘉恆

- 舞蹈編排：Ki Cheung
- 舞蹈統籌：Angela Hang
- 舞蹈員：Ki Cheung、Sabrina Wong、Algo Au、Cynthia Cheung

- 舞台設計師：Ruby Law@RULA
- 燈光設計師：Tsoi Chung Lun、Chan Wai Hong

- 動畫師：Bear Tam、The Sumerian Studio（Sherman Ma、Scarlet Lau、Charlie Chau）

- 髮型師：林子維 (Ritz Lam)@myös
- 化妝師：Cyrus Lee
- 造型師：李詠端 (Constance Lee)@ConStyle 端•裝
- 藝人管理：李慶華 (Wah Lee)
- 藝人助理：胡廸希 (Woody Wu)、Derek Hui Yuk Tong

- Live Nation 項目經理：Lee Ching Fai (Jason)